# Котънуд (Айдахо)
Котънуд (на английски: Cottonwood, произнася се по-близко до Котънууд) е град в окръг Айдахо, щата Айдахо, САЩ. Котънуд е с население от 944 жители (2000) и обща площ от 2,2 km². Намира се на 1066 m надморска височина. ЗИП кодът му е 83522, 83533, а телефонният му код е 208.